# 5484 Inoda
5484 Inoda eller 1990 VH1 är en asteroid i huvudbältet som upptäcktes den 7 november 1990 av den japanska astronomen Takeshi Urata vid Nihondaira-observatoriet. Den är uppkallad efter den japanske astronomen Shigeru Inoda.
Asteroiden har en diameter på ungefär 10 kilometer.